# Беляви (Конінський повіт)
Беляви (пол. Bielawy) — село в Польщі, у гміні Казімеж-Біскупи Конінського повіту Великопольського воєводства.
У 1975-1998 роках село належало до Конінського воєводства.